# Wereldkampioenschap voetbal 2006 (Groep C) Ivoorkust - Servië en Montenegro
Deze pagina is een subpagina van het artikel Wereldkampioenschap voetbal 2006. Hierin wordt de wedstrijd in de groepsfase in groep C tussen Servië en Montenegro en Ivoorkust gespeeld op 21 juni 2006 nader uitgelicht.

## Wedstrijdgegevens
| Datum                | 21 juni 2006                  | 21 juni 2006                  |
| Stadion              | Allianz Arena, München        | Allianz Arena, München        |
| Toeschouwers         | 66.000                        | 66.000                        |
| Scheidsrechter       | Marco Rodríguez               | Marco Rodríguez               |
| Assistenten          | José Luis Camargo Leonal Leal | José Luis Camargo Leonal Leal |
| Vierde man           | Mohamed Guezzaz               | Mohamed Guezzaz               |
| Man van de wedstrijd | Aruna Dindane                 | Aruna Dindane                 |
|                      | Ivoorkust                     | Servië en Montenegro          |
| Doelpunten           | 3                             | 2                             |
| Gele kaarten         | 4                             | 5                             |
| Rode kaarten         | 1                             | 1                             |
| Wissels              | 2                             | 2                             |
| Schoten op doel      | 10                            | 3                             |
| Schoten naast doel   | 20                            | 6                             |
| Overtredingen        | 13                            | 22                            |
| Hoekschoppen         | 9                             | 1                             |
| Buitenspel           | 7                             | 1                             |
| Strafschoppen        | 2                             | 0                             |
| Balbezit (tijd)      | 32'00"                        | 15'00"                        |
| Balbezit (%)         | 68%                           | 32%                           |

| Ivoorkust | 3 – 2        | Servië en Montenegro |
| Aruna Dindane 37' (pen.) Aruna Dindane 67' Bonaventure Kalou 86' (pen.)                                                                                            | goals        | 10' Nikola Žigić 20' Saša Ilić |
| Henri Michel | bondscoach   | Ilija Petković |
| Boubacar Barry Emmanuel Eboué Cyrille Domoraud Blaise Kouassi Arthur Boka Abdul Kader Keita 73' Didier Zokora Yaya Touré Kanga Akalé 60' Arouna Koné Aruna Dindane | opstellingen | Dragoslav Jevrić Nenad Djordjević Goran Gavrančić 16' Mladen Krstajić Milan Dudić Saša Ilić Ivan Ergić Igor Duljaj Predrag Đorđević Dejan Stanković 67' Nikola Žigić |
| Bakari Koné 60' Bonaventure Kalou 73' | wissels      | 16' Albert Nadj 67' Savo Milošević |
| Abdul Kader Keita 33' Cyrille Domoraud 41' Aruna Dindane 43' | gele kaarten | 35' Milan Dudić 37' Igor Duljaj 57' Goran Gavrančić |
| Cyril Domoraud 90+2' | rode kaarten | 46' Albert Nadj |

## Overzicht van wedstrijden
| Groepswedstrijden | | | |
| Groep A | Groep B | Groep C | Groep D |
| Duitsland - Costa Rica Polen - Ecuador Duitsland - Polen Ecuador - Costa Rica Ecuador - Duitsland Costa Rica - Polen             | Engeland - Paraguay Trinidad en Tobago - Zweden Engeland - Trinidad en Tobago Zweden - Paraguay Zweden - Engeland Paraguay - Trinidad en Tobago | Argentinië - Ivoorkust Servië en Montenegro - Nederland Argentinië - Servië en Montenegro Nederland - Ivoorkust Nederland - Argentinië Ivoorkust - Servië en Montenegro | Mexico - Iran Angola - Portugal Mexico - Angola Portugal - Iran Portugal - Mexico Iran - Angola                               |
| Groep E | Groep F | Groep G | Groep H |
| Italië - Ghana Verenigde Staten - Tsjechië Italië - Verenigde Staten Tsjechië - Ghana Tsjechië - Italië Ghana - Verenigde Staten | Australië - Japan Brazilië - Kroatië Brazilië - Australië Japan - Kroatië Japan - Brazilië Kroatië - Australië                                  | Frankrijk - Zwitserland Zuid-Korea - Togo Frankrijk - Zuid-Korea Togo - Zwitserland Togo - Frankrijk Zwitserland - Zuid-Korea                                           | Spanje - Oekraïne Tunesië - Saoedi-Arabië Spanje - Tunesië Saoedi-Arabië - Oekraïne Saoedi-Arabië - Spanje Oekraïne - Tunesië |
| Achtste finales | | | |
| Duitsland - Zweden Argentinië - Mexico                                                                                           | Italië - Australië Zwitserland - Oekraïne | Engeland - Ecuador Portugal - Nederland | Brazilië - Ghana Spanje - Frankrijk                                                                                           |
| Kwartfinales | | | |
| Duitsland - Argentinië | Italië - Oekraïne | Engeland - Portugal | Brazilië - Frankrijk |
| Halve finales | | | |
| Duitsland - Italië | Duitsland - Italië | Portugal - Frankrijk | Portugal - Frankrijk |
| Troostfinale | | | |
| Duitsland - Portugal | | | |
| Finale | | | |
| Italië - Frankrijk | | | |